# 2017 SN132
2017 SN132 est un objet transneptunien faisant partie des objets épars.